# Codex Ambrosianus

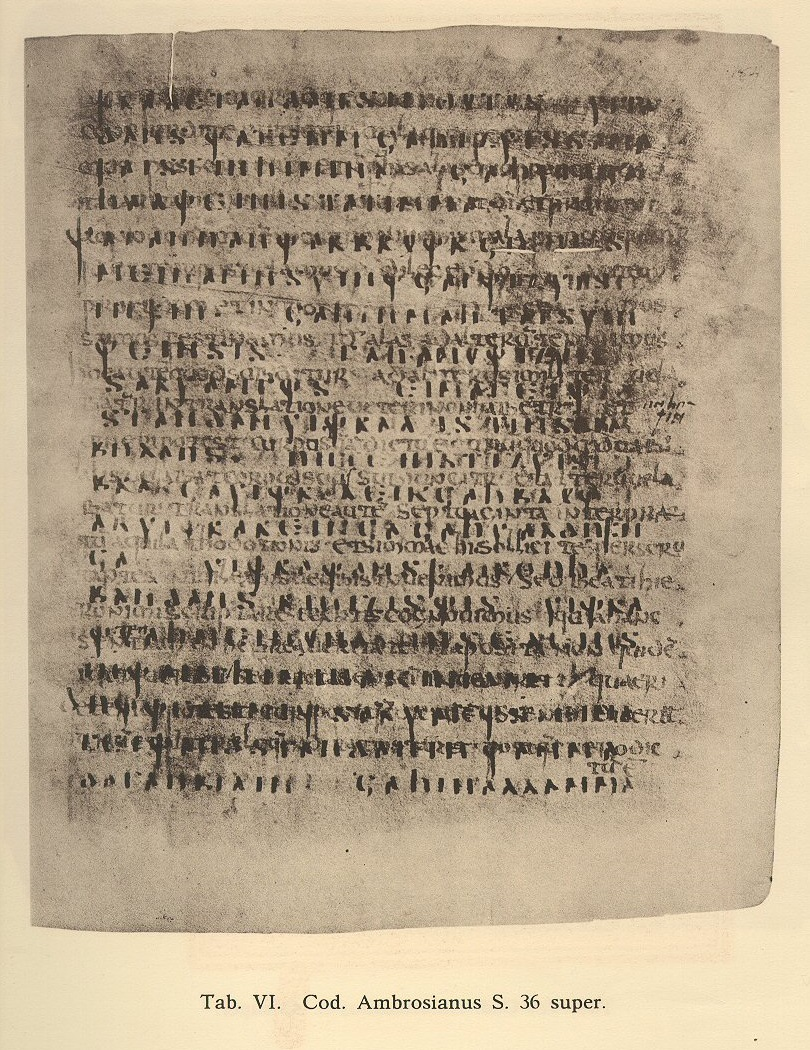
Codex Ambrosianus f. 36 super.

Le Codex Ambrosianus est un ensemble de manuscrits en grec, latin, syriaque et gotique, allant du VIe au XIe siècle, fruits du travail de divers copistes et rédigés dans différents alphabets. Les cinq parties contiennent des passages de l'Ancien Testament (le livre de Néhémie) et du Nouveau Testament (une partie des Évangiles et des Épîtres) et divers commentaires nommés Skeireins, des exégèses de l'Evangile. 

## Contenu
Le Codex Ambrosianus est composé de cinq manuscrits désignés comme Ambrosianus A, B, C, D, et E. 
A, B et C sont conservés à la Bibliothèque Ambrosienne de Milan. Ambrosianus A contient des textes des Épîtres du Nouveau Testament et du calendrier gothique. Au total, on a 204 pages, dont 190 sont lisibles, 2 non lisibles et 12 vierges.  
Ambrosianus B contient aussi des textes des épîtres du Nouveau Testament pour 156 pages, dont 2 sont vides. Il est de plus (en B.21) partiellement écrit en alphabet syriaque et contient des apocryphes tels que le quatrième Livre d'Esdras, le Troisième livre des Maccabées et des passages en latin de Flavius Josèphe sur les Maccabées.
Ambrosianus C se compose de deux feuillets qui contiennent des passages des chapitres 25, 26 et 27 de l'Évangile selon Matthieu.
Ambrosianius D comporte 3 feuillets avec des passages du Livre de Néhémie (5-7). Ce sont les seuls fragments de l'Ancien Testament conservés en langue gotique.
Ambrosianus E s'étend sur 5 feuillets avec des extraits des Skeireins sur l'Evangile selon Jean ; mais il n'est pas certain qu'ils fassent partie de la Bible gothique. Un fragment de ce code E se trouve aujourd'hui dans la bibliothèque du Vatican, répertorié comme le Codex Vaticanus Latinus 5750.